# 重返未来：1999
《重返未来：1999》是深蓝互动开发的一款神秘学与新怪谈题材的复古风格角色扮演游戏，在中國大陸於2023年5月31日公測，國際服在同年10月26日公測。
遊戲早期以獨特的題材和美術風格獲得不少關注和好評，玩法的評價一般，批評主要集中在養成和付費設計方面。後續開發組根據負評作出調整，在公測首年維持較好的商業表現。

## 遊戲系統
《重返未来：1999》採用策略卡牌游戏的玩法，故事中世界因為不明原因「暴雨」而從1999年開始往回倒退，人類文明在倒退中不斷毀滅和重生。玩家扮演神秘学家组织“圣洛夫基金会”的成員少女维尔汀，是少數不受回溯影響的人類，在各地調查時代消失的原因。遊戲角色有六種屬性，並且相互克制，每個關卡最多登場四名角色，三名主力，一名候補，每個角色自帶三張技能卡。戰鬥是回合制，根據登場角色數量，每回合玩家會隨機獲得一定數量的卡牌，玩家每回合依照上場角色數量或是劇情要求給予相對數量的指令，除了可以直接使用卡牌，還可以合成相同的卡牌獲得更強力的卡牌。此外還有家园系统的副玩法，自1.6版本开始，游戏引入Roguelike玩法，1.9版本更新Roguelike玩法和增加劇情回顧功能。

## 主角
主角名为维尔汀（Vertin）,是圣洛夫基金会的司辰（Timekeeper）,是已知唯一能够免疫“暴雨”的人，也因此被基金会任命为司辰，在“暴雨”时常发生的当下记录时间。作为基金会成员和神秘学家，维尔汀神秘学能力很弱，没有受过神秘学战术的系统训练，但对神秘学的感知极为敏锐。

## 開發
2020年周剑從百奥家庭互动離職後創立了遊戲開發公司深蓝互动，公司的核心成員過去負責《食物语》《造物法则》等遊戲的開發工作。2021年8月公司首個開發專案《重返未來：1999》宣傳視頻發佈，並在同年獲得騰訊投資。專案定位是一個近現復古神秘學二次元策略手遊，遊戲背景是二十世紀，hitako擔任製作人，工头負責劇本和設定內容。開發組認為自身缺乏製作一流3D遊戲的技術，所以選擇了製作2D遊戲，遊戲場景則使用偽三維技術。遊戲美術的設計基調是「神秘学、复古、怪诞、艺术性、浪漫」，並且參考了近現代的影視及時尚雜誌，還有波普藝術作品。
角色設計方面，開發組是先由文案策劃完成角色設定草稿，在篩選之後，再交由美術組設計立繪，後續就是不斷修改，其中設定草稿淘汰率最高達到16：1。角色的設計靈感來自不少歷史和經典作品，角色最早推出英文配音，原因是開發組認為英文更切合遊戲的世界觀，角色的英文口音是「根据该角色的性格以及人设来决定」。主角設計方面，開發者為了更好地設計角色形象，放棄了主角可選性別的設計，服飾設計則參考了愛德華時代後期的貴族服飾和騎馬服。此外开发組認為“独特的个性对完整的故事来说是不可或缺的一部分”，所以賦予主角「丰富背景故事」設計。遊戲配樂由Ricky Lee担任，Ricky Lee的風格受到球風火、漢斯·季默、約翰·威廉斯、坂本龍一等音樂家影響，偏向爵士乐、融合爵士樂以及古典音乐，配乐则多借鉴自电影和日本动画。
遊戲第三輪封閉測試，面對玩家對付費內容的批評，開發組刪除了部分付費內容，降低了角色養成素材的獲取難度，弱化了抽卡對角色機制的影響，重複抽取角色只影響數值。周剑在遊戲上線一週年的訪談中表示，遊戲上線後一年內的開發成本，遠高於上線前的三年投入。他預計未來每年都會保持這個開發成本，為了保證遊戲品質和更新速度，專案組有一半的人手負責內容開發。

## 發行及宣傳
2021年1月7日，遊戲开启首輪封閉測試。2022年6月10日开启第二輪封閉測試。2023年3月23日，遊戲的行動端獲得国家新闻出版署批出的游戏版号，遊戲獲準在中國大陸商業發行，同年4月14日遊戲开启第三輪封閉測試。遊戲上線前，深蓝互动在北京、上海和廣州三地的地鐵投放廣告。5月31日遊戲正式公測。根據DataEye-ADX的統計數據，遊戲上線前一個月，每日投放廣告素材約300組，公測前一天約6000組，公測首日投放約13000組。其中在華為聯營服，华为游戏中心在遊戲預下載階段於中國大陸200家華為旗艦店和智能生活館展開「逃离暴雨，重返未来」線下活動宣傳遊戲。在小米聯營服，小米為遊戲製作了智能手表主題，遊戲也在小米电视云游戏上線且适配手柄。
7月5日，深蓝互动宣布与中国小动物保护协会联动举行爱心公益活动，后有網民曝光该协会各種醜聞，深蓝互动即日宣布取消联动活动。
7月21日，深蓝互动宣佈遊戲將推出國際服，除了手機版，還會推出電腦版。同月24日，國際服開放首輪封閉測試。9月14日，國際服展開預約登錄活動。同月，深蓝互动在東京電玩展上開放遊戲試玩，活動中也預告國際服將於10月26日上線。上線前一週，深蓝互动在山手線的原宿站、秋葉原等站和大阪站投放廣告。
2024年4月，深蓝互动表示將基於鴻蒙星河版，製作鴻蒙版本。同年7月舉行ChinaJoy上，遊戲鴻蒙版首度公開。10月9日，國際服登陸Steam。

## 評價及反響

### 評價
| 媒体         | 得分   |
| ------------ | ------ |
| 17173网      | 8.5/10 |
| Pocket Gamer | [ 34 ] |
| Noisy Pixel  | [ 35 ] |

《重返未來：1999》作為深蓝互动首款作品，在測試階段就以獨特的題材及世界觀和個性化的美術獲得不少玩家和遊戲媒體的關注。在測試及公測初期，GameRes游资网、遊戲葡萄、17173評論員、INSIDE和IGN日本分部都預期遊戲上線後會有很好的表現。遊戲葡萄編輯修理評價該作是「一款靠极致的题材差异化、美术风格化来实现逆袭的潜力爆款」。17173評論員抖抖表示遊戲是同類作品「第一梯队的存在，也有迥异于其他二游的辨识度」。上線一段時候後，《新快报》記者陈学东和17173評論員游戏X博士均指出該作明顯有其他同類二次元游戏的影子，遊戲主體是《明日方舟》，還學了《原神》的挑戰關卡「深境螺旋」，「给玩家制造强度焦虑」。游戏X博士批評遊戲營運表現差，敗壞遊戲口碑。
遊戲美術和演出設計獲得正面的評價，遊戲葡萄、游戏茶馆、游戏陀螺和17173評論員都稱讚遊戲對图形用户界面、系統圖標、特效等內容用心打磨。修理表示遊戲的細節豐富，是「风格化到了极致」，主線劇情演出具有「沉浸感」。游戏茶馆評論員迷宫認為遊戲美術特效精美，演出帶有「电影感」。角色設計也獲得一定好評，遊戲日報評論員周宇星稱讚角色富有特色，他和修理均表示製作組沒有刻意迎合市場，以软色情招徠，還有不少「非人型角色」登場。游戏陀螺評論員、抖抖和修理也指出角色英文配音會根據角色出身地，帶有當地口音，而角色中文配音特意使用汉语译制片風格。英文媒體Pocket Gamer和Noisy Pixel均批評遊戲英文本地化很差，Pocket Gamer評論員直言英文配音「絕大多數的對白複雜、彆扭、難懂，有些甚至是毫無意義」，她認為這種對白設計過於花哨，沒有強化劇情的嚴肅性，反而削弱了沉浸感。游戏的日文本地化則獲得日本媒體INSIDE的表扬。
遊戲玩法的評價一般，抖抖和遊戲葡萄編輯以撒均認為遊戲的短板是玩法，周宇星和抖抖指出遊戲的回合制玩法與2019年上線《七人传奇：光与暗之交战》相似。抖抖還表示遊戲的家園系統就是簡化後的《筑梦颂》，他直言遊戲玩法不足，還「显得平淡如水」。游戏东亚表示遊戲缺乏長期遊玩的內容，難以吸引玩家長期堅持遊玩，只合適玩家偶爾遊玩。
遊戲的養成及付費設計評價負面，早在中國大陸服第三輪封閉測試，不少參與測試的玩家反應遊戲有明顯的付費勝利設計，角色養成成本過高，獲取角色難度大。遊戲在測試前後的Bilibili評分（滿分10分），從9.5分降低7.8分，周剑也親自發佈聲明就相關問題道歉，並刪除了部分付費內容。遊研社評論員Leon45指出遊戲「在付费设计的具体呈现上，还是有着明显的疏漏」。遊戲公測不久，遊戲就推出了限定角色卡池，違背了深蓝互动之前的不推出承諾，再度引起玩家不滿，Bilibili和TapTap遊戲評分下降至7.0分。手游矩阵認為深蓝互动是面對營收壓力而食言。

### 商業表現
遊戲在中國大陸公測前，全網預約用戶超過600萬。上線前一天，遊戲登上微博、Bilibili和抖音熱搜。根據點點數據統計，遊戲上線首日在iOS端下載量超過73萬，並一度登上中國大陸App Store免費榜排第一名，暢銷榜排第三名。遊戲日報統計，遊戲在2023年6月App Store營收超過一億人民幣。
國際服方面，遊戲在港台地區和歐美地區的預約用戶都超過100萬。遊戲上線首日，登上美、日、韓、英多地App Store和Google Play免費榜首位。根據AppMagic的統計，中國大陸服上線半年及國際服上線首月，遊戲在Google Play和App Store營收合計高達2500萬美元，其中74%來自中國大陸，其次是日本占12%；扣除平台分成，淨利潤約1500萬美元，遊戲下載量約500萬，其中45%來自中國大陸。國際服上線首月營收，日本占38%，中國大陸占23%，美國占19%。到2024年2月，营收超过5000万美元，中国大陆的佔比下降到68%，日本和美国则分别列第二和第三；遊戲國際服1.3發佈時，全球下载量超过1999万。
2024年5月16日遊戲在中國大陸推出營運一週年版本更新，當日遊戲相關話題登上微博熱搜，遊戲登上App Store總暢銷榜第九名，遊戲榜第五名。遊戲葡萄編輯在遊戲營運一週年作出回顧，遊戲過去一年在App Store暢銷榜上的表現較為「穩定」，不像同類遊戲「迅速下跌」。開發組面對公測初期的負面評價，能做好調整，維持作品差異化，接受玩家反饋改進，得以「稳住了核心用户」，讓遊戲避免了「暴死」。

### 奖项
| 年份 | 獎項               | 類別                                           | 結果 | 參考   |
| ---- | ------------------ | ---------------------------------------------- | ---- | ------ |
| 2023 | 微博游戏大赏       | 微博年度卓越新游                               | 獲獎 | [ 55 ] |
| 2023 | TapTap年度游戏大赏 | 专业组最佳视觉奖项                             | 獲獎 | [ 56 ] |
| 2023 | TapTap年度游戏大赏 | “心上的TA”奖项（角色“槲寄生”）                 | 獲獎 | [ 56 ] |
| 2024 | GMA全球音乐奖      | 流行音乐铜奖 （獲獎歌曲《共生（Symbiosis）》） | 獲獎 | [ 57 ] |
| 2024 | GMA全球音乐奖      | 游戏音乐铜奖 （獲獎歌曲《Unexpected Storm》）  | 獲獎 | [ 57 ] |